# Piensa en mí
Piensa en mí (span. für Denke an mich) ist ein Lied, das wahrscheinlich von dem mexikanischen Singer-Songwriter Agustín Lara verfasst wurde. Einige Quellen nennen auch seine Schwester María Teresa Lara als Urheberin, andere geben in der Folge dieses Widerspruchs beide als gemeinsame Urheber an. Jedoch muss man dabei berücksichtigen, dass Agustín Lara aufgrund eines Exklusivvertrages mit RCA Records nur beschränkte Vermarktungsmöglichkeiten für seine Urheberschaften hatte und davon auszugehen ist, dass er für einige seiner Kompositionen seine Schwester als Urheberin angegeben hat. Wohl aus diesem Grund stammt die Originalversion auch von Lydia Mendoza.

## Inhalt
Das dem Bolero zuzuordnende melancholische Liebeslied besteht lediglich aus zwei Strophen. In diesem wendet sich der Protagonist an die von ihm geliebte Person und bittet sie, in ihrem Kummer stets an ihn zu denken: Si tienes un hondo penar, piensa en mí. Si tienes ganas de llorar, piensa en mí. (Wenn du großen Kummer hast, denke an mich. Wenn dir zum Weinen zumute ist, denke an mich.). Auch empfindet der Protagonist sein Leben ohne die von ihm geliebte Person als wertlos: Quitarme la vida, no la quiero para nada, para nada me sirve sin ti. (Nimm mir das Leben, ich will es nicht, habe davon ohne dich keinen Nutzen.). 

## Coverversionen
In den 1950er-Jahren wurde das Lied von dem mexikanischen Trio Los Panchos und in den 1960er Jahren von der mexikanischen Big Band  La Sonora Santanera aufgenommen, ehe das Lied durch die Aufnahme der spanischen Sängerin Luz Casal und als Bestandteil des ebenfalls 1991 produzierten Films High Heels eine wahre Renaissance erlebte; denn seither wurde es von zahlreichen Künstlern gecovert. 
Hierzu zählten in den 1990er Jahren unter anderem Chavela Vargas, Alejandro Fernández und Plácido Domingo.
Im neuen Jahrtausend wurde das Lied unter anderem von Pink Martini, Pedro Guerra, Roberto Alagna, Natalia Lafourcade (im Duett mit Vicentico) und Lila Downs aufgenommen.